# كيرون موريس
كيرون موريس (بالإنجليزية: Kieron Morris) هو لاعب كرة قدم بريطاني في مركز الهجوم، ولد في 3 يونيو 1994 في هيرفورد في المملكة المتحدة. لعب مع نادي ريكسهام ونادي والسول ونادي ووستر سيتي.

## وصلات خارجية
- كيرون موريس على موقع قاعدة بيانات كرة القدم.إي يو (الإنجليزية)
- كيرون موريس على موقع Soccerbase.com (لاعب) (الإنجليزية)
- كيرون موريس على موقع Soccerway.com (الإنجليزية)